# タクシー・サンバ
『タクシー・サンバ』は、NHKの「土曜ドラマ」で1981年10月17日から1981年10月31日まで放送されたテレビドラマである。プラハ国際テレビ祭テレビドラマ部門カメラワーク賞を受賞。

## あらすじ
「夜の少年」
- タクシー初勤務の朝田（緒形）は時刻を大幅に遅れて事務所へ戻ってきた。社長（辰巳）らが事情を聞くと、朝田は夜中に不審な少年を乗せたと話す。少年（松田）は受験や家族から逃げていたのだったが、朝田は探しに出た父親（愛川）の前で少年を殴ってしまう。だが、意外にも父親に礼を言われた朝田は、自らの離婚や一人娘への不甲斐ない思いが重なり、少年を呼んで再びタクシーに乗せた。みっともない清掃員と思っていた父親がまぶしいほど輝いて働く姿を少年は車窓越しにじっと見つめるのだった。

「愛のかたち」
- ある夜、朝田のタクシーに乗った女（大原）は「まっすぐ行って」と言うだけだった。車が浜辺に着くと、朝田が目を離した隙に女は自殺を図った。死のうとする女を見て朝田は女に金を工面して恋人（役所）との離縁を促した。男は去り、朝田は思いを遂げた。一方、班長（坂上）の仲立ちで見合いした村田（岡本）と仕出し屋の娘（榊原）は、破談のはずが密かに会っていた。あげく「あまり好きじゃないが結婚したい」という村田のいい加減な言葉に班長は激高し、後日2人は仲間にしぶしぶ愛の宣誓をして回った。しばらく後、朝田が助けた女は昼間タクシーが出払った事務所にひとり手紙を持って現われた。

「路上の荒野」
- 仲間に「お父さん」と慕われ、個人タクシーの認可が間近の工藤（花沢）は、ある夜ひき逃げの嫌疑をかけられる。仲間が一丸となって探し当てた目撃者の男（本間）は、かつて誤認逮捕で故郷を追われ、心配し上京した妹（紺野）が世話していた。妹に頼まれた朝田は、人との交わりを避ける男に事故の証言を促す。「誰彼かまわず乗せるタクシー運転手に人間の本当の怖さが判るのか」という男の言葉どおり、朝田は勤務中に強盗（角野）に刺されてしまうが、妹に促され見舞いに来た男に向かって朝田はそれでもタクシーを辞めないと宣言する。

## キャスト
レギュラー
- 朝田英一 - 緒形拳
- 辻井順造 - 坂上二郎
- 工藤智治 - 花沢徳衛
- 村田幸夫 - 岡本信人
- 三輪恭太郎 - 毒蝮三太夫
- 吉川信夫 - 三浦洋一
- 飯田茂 - 清水弘之
- 宮下勇作 - 佐野浅夫
- 大島敬次 - 辰巳柳太郎
- 及川祐子 - 高林由紀子

サブタイトルとゲスト
- 第1話『夜の少年』太田隆一郎 - 愛川欽也、太田健一 - 松田洋治（10月17日放送）
- 第2話『愛のかたち』高沢京子 - 大原麗子、中野信次 - 役所広司、大里美代子 - 榊原郁恵（10月24日放送）
- 第3話『路上の荒野』沖山洋子 - 紺野美沙子、沖山順平 - 本間優二、角野卓造、北村総一朗（10月31日放送）

## スタッフ
- 脚本 - 山田太一
- 音楽 - オパ
  - 主題歌「もいちど‥ららばい」「哀愁サンバ」
  - 作詞 - 大津あきら、作曲 - 鈴木キサブロー
- 演出 - 村上佑二（第1話、第3話）、音成正人（第2話）
- 製作 - 藤田道郎

## 備考
1960年代に山田も脚本で参加した、主に渥美清が主演の1話完結の連続ドラマ「泣いてたまるか」の第3話に、タクシー運転手を主人公とした、本作品とたいへんに似通ったシーンが存在する（子供を一人で乗せて困惑する、見合いをする、タクシー強盗に遭う、等）が、本作品の徹底した取材による妥協の無いディテールの表現や、登場人物の人格描写の肉付けの厚みなどからくる物語全体の奥行きの深さを目の当たりにすると、本作品が山田作品を代表する秀作であることには疑いの余地はない。
本作の舞台でもあるタクシー会社「明誠交通」は東京都北区上中里に実在するタクシー会社「明治交通」営業所で撮影している。
現在はチェッカー系から東京無線系に無線グループを変更したものの、営業所の建物及びガススタンド（明治モーターガス）は
現在も当時の位置に存在する。

## 関連文献
- 日本放送作家組合（編）、1982年8月15日『テレビドラマ代表作選集 1982年版』日本放送作家組合、167–209頁。